# Deepa Dhanraj
Deepa Dhanraj (geboren 1953 in Hyderabad, Südindien) ist eine indische Schriftstellerin und Filmemacherin. Sie produziert seit den frühen 1980er Jahren Dokumentarfilme über Kämpfe für soziale Gerechtigkeit in Südindien. Sie setzt sich insbesondere für politische Partizipation, Gesundheit und Bildung ein.

## Leben und Werk
Dhanraj ist seit über vier Jahrzehnten in der Frauenbewegung aktiv. In ihrer umfangreichen Filmografie finden sich Filme über die Gewalt und Zwangsmaßnahmen im Rahmen von Bevölkerungskontrollprogrammen, über muslimische Frauengerichte, die Bittstellern eine Alternative zu den patriarchalen Urteilen der Scharia-Gerichte bieten, und über den Aufstieg des hinduistischen Majoritarismus.
Ihre Karriere begann sie 1980 als Mitbegründerin des Filmkollektivs Yugantar, einem feministischen Filmkollektiv, das wegweisende Filme über die Arbeit von Frauen und ihren Widerstand gegen häusliche Gewalt produziert. In einem Gespräch mit der Filmwissenschaftlerin Nicole Wolf erläuterte Deepa Dhanraj den politischen Hintergrund des Kollektivs und berichtete über die Anfänge der Zusammenarbeit mit Arbeiterinnengruppen: „Ein Teil unserer Arbeit bestand auch darin, diese von Frauen geführten Bewegungen als wichtige Bewegungen zu legitimieren, da sie von den damals von Männern geführten Gewerkschaften nicht nur unsichtbar gemacht, sondern auch in der Hierarchie der als wichtig angesehenen Themen abgewertet wurden.“
Das Thema der Rechtsprechung und Gerechtigkeit begleitet Deepa Dhanraj seit Beginn. In ihren Filmen hinterfragt sie das Kastensystem und das Brauchtumsrecht. Sie zeigt erfolgreiche Strategien, mit denen indigene und muslimische Frauen patriarchalen Urteilen entgegentreten. In ihrem Werk untersucht Dhanraj erfolgreiche Strategien von indigenen und muslimischen Frauen, die sich gegen patriarchale Vorurteile zur Wehr setzen. Sie untersucht kritisch die Praxis staatlicher Organe, die Unterdrückung abweichender Meinungen, Gewalt in Gefängnissen und die Straflosigkeit von Korruption. Dabei konzentriert sie sich auf die Forderung, gewählte Regierungen darauf hinzuweisen, dass sie die Verantwortung für den Schutz des verfassungsmäßigen Rechts auf Leben und Freiheit der gesamten Bevölkerung zu übernehmen haben.
Deepa Dhanraj beschäftigt sich in vielen ihrer Filme mit der Kastenfrage und dem Widerstand dagegen. Dabei thematisiert sie die vielfältigen Formen der Diskriminierung, denen die Bevölkerungsgruppen der kastenlosen Dalits und indigenen Adivasi ausgesetzt sind. Sie arbeitete eng mit staatlichen Schulen zusammen, um eine Pädagogik zu entwickeln, die speziell auf die Herausforderungen von Schülern der ersten Generation aus Dalit- und Adivasi-Gemeinschaften zugeschnitten ist.
Deepa Dhanraj ist Gründungsmitglied der Oral History Association of India. Zusammen mit K. Lalita veröffentlichte sie 2016 im Verlag Orient Blackswan das Buch Rupture, Loss and Living: Minority women speak about post conflict life. Das Buch sammelt die Erzählungen muslimischer Frauen, die in den letzten drei Jahrzehnten sektiererische Gewalt in Hyderabad, Mumbai und Gujarat überlebt haben. Die Veröffentlichung ihrer Berichte ermöglicht eine kritische öffentliche Auseinandersetzung mit den Machtstrukturen, in denen diese Frauen verwurzelt sind.

## Rezeption
Dhanrajs Filme wurden auf nationalen und internationalen Filmfestivals gezeigt und ausgezeichnet, darunter das Mumbai International Film Festival, die idfa, die Internationalen Filmfestspiele Berlin, Dok Leipzig, die Kurzfilmtage Oberhausen und Visions du Reel. Im Rahmen der Berlinale 2023, in der Sektion Forum Expanded, fand eine Sonderausstellung zur Geschichte des Filmkollektivs Yugantar und Deepa Dhanraj in der Galerie Savvy Contemporary statt.
Ihre Arbeit habe, laut der indischen Tageszeitung The Hindu, dazu beigetragen, das Bewusstsein für die Herausforderungen und den Widerstand von Frauen in Indien und weltweit zu schärfen.

## Filmografie
- 1981: Molkarin (Maid Servant), 25 Min
- 1982: Tambaku Chaakila Oob Ali (Tobacco Ember), 25 Min
- 1983: Idhi Katha Matramena (Is This Just a Story?), 25 Min[9]
- 1983: Sudesha, 30 Min
- 1986: Kya hua is shahar ko? (Was geschah mit dieser Stadt?), 90 Min[10]
- 1991: Something Like War, 52 Min[11]
- 1994: The Legacy of Malthus, 50 Min
- 2000: Nari Adalat (Women’s Courts), 30 Min
- 2007: The Advocate, 120 Min
- 2011: Invoking justice, 86 Min[12]
- 2018: We Have Not Come Here to Die, 110 Min

## Preise
- 1992: Swiss Television Award, Festival International Du Film Documentaire, Nyon
- 1993: Best Long Documentary, Films De Femmes, Creteil
- 2023: Lifetime Achievement Award at the International Documentary and Short Film Festival of Kerala

## Publikationen
- mit K. Lalita: Rupture, Loss and Living: Minority women speak about post conflict life. Orient Blackswan, Hyderabad 2016, ISBN 978-81-250-6415-2.